# Estola microphthalma
Estola microphthalma là một loài bọ cánh cứng trong họ Cerambycidae.